# هندی زمین
هندی زمین، روستایی از توابع بخش طارم سفلی شهرستان قزوین در استان قزوین ایران است. روستای هندی زمین از مراکز عمده تولید برنج در استان قزوین و بخش طارم سفلی است، که مردم آن به زبان ترکی آذربایجانی صحبت می‌کنند.
در حال حاضر عملیات گاز رسانی به روستای هندی زمین در دست انجام است.

## جمعیت
این روستا در دهستان خندان قرار دارد و براساس سرشماری مرکز آمار ایران در سال ۱۳۸۵، جمعیت آن ۱۳۷ نفر (۳۰خانوار) بوده است.